# Histoire des Juifs à Dęblin-Irena
L'histoire des Juifs à Dęblin-Irena commence assez tardivement. Ce n'est que dans les années 1860 que les premières familles juives s'installent à Irena, un village limitrophe de Dęblin, qui fusionnera ultérieurement avec Dęblin. Rapidement Dęblin-Irena, en yiddish: דעמבלין-מאָדזשיץ (Demblin-Modzitz), devient un centre important du hassidisme. Pendant la Seconde Guerre mondiale, les Allemands y installent un ghetto avant d'envoyer toute la population juive vers les camps d'extermination. Actuellement il n'y a plus de Juif à Dęblin.
Dęblin est une ville de la voïvodie de Lublin, dans l'est de la Pologne. C'est une gmina urbaine du powiat de Ryki. Sa population s'élève à environ 16 058 habitants. Dęblin se trouve à la confluence de la Vistule et du Wieprz. Elle est située à 40 km au nord-ouest de Lublin et à 50 km au sud-est de Varsovie.

## Histoire de la communauté juive

### Les débuts de l'installation des Juifs à Dęblin-Irena

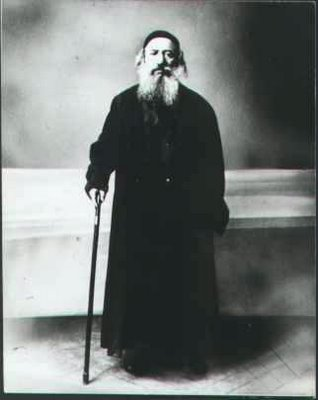
Izrael Taub

Les premiers Juifs s'installent à Dęblin-Irena au milieu du XIXe siècle. Un nombre considérable de familles arrivent dans les années 1860 en provenance du village voisin de Bobrowniki en raison de la construction d'un carrefour ferroviaire de trois lignes ferroviaires : la ligne Vistule desservant Kovel, Varsovie et Mława, la ligne de Łuków à Dęblin et la ligne d'Iwanogród (maintenant Dęblin) à Dąbrowa Górnicza. Les Juifs résident traditionnellement autour de la place du marché.

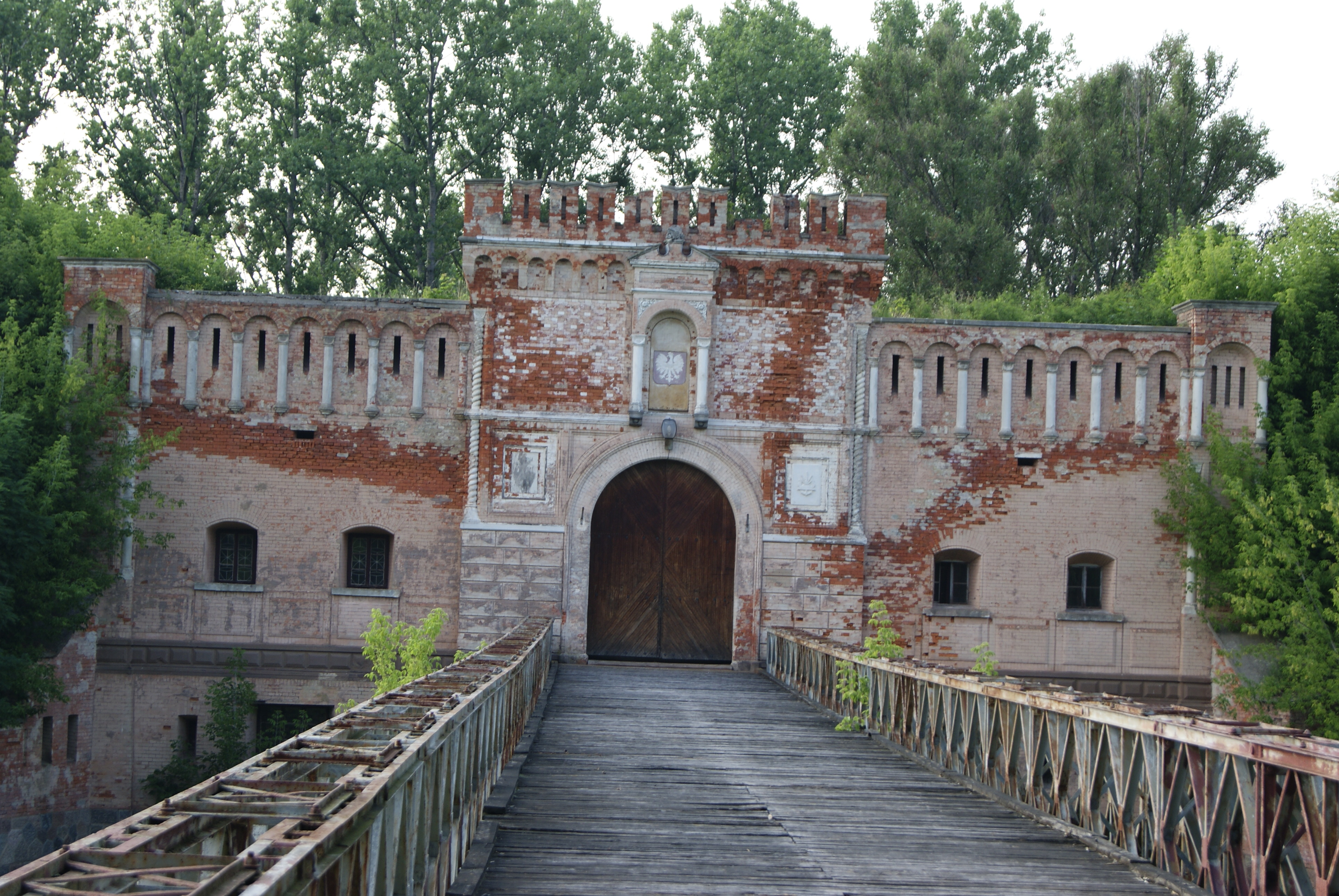
Forteresse de Dęblin

Á l'époque, la ville de Dęblin-Irena est appelé Modzitz par les Juifs. Dęblin devient bientôt un centre hassidique important. Le fondateur de la dynastie locale est Izrael Taub ( (1849–1920), également surnommé le rabbin de Modzitz, compositeur de nombreux airs connus sous le nom de nigounim. Il s'installe à Dęblin en 1889. Il est le fils de Samuel Elijah Taub de Zwoleń et le petit-fils de Rabbi Ezekiel de Kazimierz Dolny. Pour les hassidim de Dęblin, le chant joue un rôle essentiel dans les prières et les rituels. Le fils de Rabbi Izraël, Rabbi Shaul Yedidia Eleazar (1886-1947), poursuivit les traditions de la dynastie, mais va plus tard déménager à Otwock.
De nombreux Juifs de Dęblin gagnent leur vie en approvisionnant les unités militaires stationnées dans la forteresse locale bâtie entre 1837 et 1845. La présence de l'armée attire dans la ville de nombreuses personnes à la recherche d'une source de revenus fiable. Dęblin connaît également un afflux de Juifs hassidiques souhaitant résider à proximité de leur tsadik.

### Le développement de la communauté
Les Juifs de Dęblin s'occupent principalement de commerce et de l'artisanat, offrant des services aux habitants de la ville et des villages les plus proches, principalement lors des marchés hebdomadaires et des foires qui ont lieu six fois par an. De nombreux Juifs travaillent comme forgerons, serruriers et charpentiers. D'autres s'adonnent à la couture, à la cordonnerie et à la sellerie, utilisant les produits des tanneries locales. Certains trouvent un emploi dans la petite aciérie fondée par un juif appelé Henryk Limański en 1837. Dans les années 1861-1873, les juifs locaux créent plusieurs usines de ferronnerie. Au milieu du XIXe siècle, Dęblin-Irena devient connue comme station balnéaire, ce qui incite certains Juifs à commencer à gagner leur vie en offrant leurs services aux vacanciers.
Les Juifs de Dęblin participent également à la vie sociale de la ville. Lors des élections locales de 1861, deux Juifs sont élus membres du conseil municipal de douze personnes. En 1863, les Juifs locaux soutiennent le soulèvement de janvier.
En 1884, Dęblin compte 2 236 habitants, dont 2 031 Juifs soit 90 % de la population totale de la ville, et en 1897, sur 3 405 habitants, 2 271 sont juifs, soit 66 %.
Pendant longtemps, la communauté juive de Dęblin-Irena ne possède pas de cimetière propre. Ses morts sont enterrés dans le village voisin de Dombrovka, où vivent quelques Juifs. Ce n'est qu'au début du XXe siècle qu'un cimetière local est fondé.
La communauté juive de Dęblin-Irena est dominée par les hassidim. Outre les adeptes du Rabbi de Modzitz, il y a aussi de nombreux membres de la cour de Ger (Góra Kalwaria). Selon des documents sources, le tribunal rabbinique local est présidé par le rabbin Jakir. Dans les années 1861-1906, le poste de rabbin est occupé par Zev Orner, remplacé par Samuel Yaakov Kopel ha-Kohen. Le dernier rabbin de la communauté est Emmanuel Gerszon Rabinowicz, décédé pendant la Seconde Guerre mondiale.
Pendant la Première Guerre mondiale, après la prise de Dęblin par les Autrichiens, de nombreux Juifs quittent la ville. Parmi eux se trouve le rabbin Shaul Yedidia Eleazar, qui s'installe à Otwock, où il établit sa nouvelle cour et y restera jusqu'à la fin de la guerre. Contrairement aux autres communautés voisines, Dęblin ne compte, jusqu'en 1918, aucun groupe politique ni institution culturelle, comme des écoles, des clubs ou des bibliothèques.
En novembre 1918, des unités de l'armée polonaise dirigées par le général Haller entrent à Dęblin. Au cours des mois suivants, les Juifs sont persécutés par les soldats. Les biens juifs sont confisqués, les barbes des Juifs coupées et certaines personnes battues. En 1919, un incident morbide se produit : quatre enfants d'un juif local appelé Rubenstein disparaissent, et leurs corps sont retrouvés plus tard près de la ville. Une enquête est ouverte et l'affaire finalement atteint Varsovie où les députés juifs du Sejm en appellent au gouvernement. Le mystère des meurtres n’a jamais été résolu, mais la communauté juive est certaine que des antisémites sont responsables du crime.

### L'entre-deux-guerres
Entre les deux guerres, la vie politique juive commence à se développer à Dęblin. Peu de temps après que la Pologne ait retrouvé son indépendance, une branche du Parti sioniste général est formée dans la ville, ainsi qu'une cellule du Poale Zion et du Mizrahi orthodoxe-sioniste. Une branche d'Agoudat Israel est fondée en 1922, il y a aussi un grand groupe de partisans du Bund. Une cellule de sionistes révisionnistes est créée à Dęblin dans les années 1930. Agoudat Israel jouit de la plus grande popularité parmi les membres de la communauté juive locale. Ce n’est qu’à la fin des années 1930 qu’un sioniste devient le chef de la communauté.
Diverses organisations de jeunesse opèrent à Dęblin. En 1928, une cellule de HeHalutz (Le pionnier) est créée, suivie par des branches du Betar et de la Jeunesse Sioniste en 1932. En 1925, une bibliothèque juive s'ouvre dans la ville ; Elle est dirigée conjointement par les bundistes et les sionistes. Mais bientôt, cependant, elle est divisée en deux établissements distincts : la bibliothèque Chaim Nachman gérée par les sionistes, qui reprend la majeure partie de la collection de l’ancienne bibliothèque, et une bibliothèque beaucoup plus petite du Bund.
La seconde moitié des années 1920 voit la création du Bezprocentowa Kasa Pożyczkowa (Fonds de prêts sans intérêt), de la Towarzystwo Darmowych Przytułków (Société d'hébergement gratuit) et de la Żydowski Bank Spółdzielczy (Banque coopérative juive). L'hebdomadaire local Der Obserwator est publié de 1929 jusqu'au déclenchement de la Seconde Guerre mondiale.

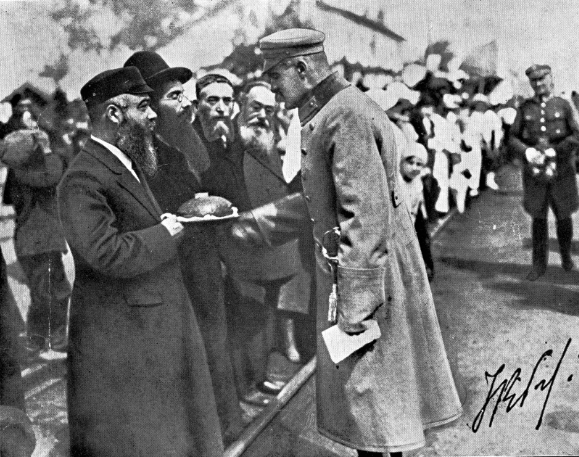
Réception du maréchal Piłsudski par la communauté juive en 1920

Dans l’entre-deux-guerres, la principale source de revenus des Juifs est l’artisanat et le commerce de porte-à-porte dans les villages voisins. La plupart des artisans juifs sont des tailleurs, des cordonniers et des selliers. La ville possède une scierie juive, un moulin et une brasserie. Il y a aussi deux médecins juifs et un dentiste juif. Cependant, la plupart des Juifs locaux vivent dans la pauvreté, et beaucoup d’entre eux sont au chômage.
Lorsque Józef Piłsudski visite Dęblin, il est accueilli avec du pain et du sel par les Juifs locaux.
Les années 1930 sont marquées par l’exacerbation des sentiments antisémites en Pologne. À Dęblin, comme dans de nombreuses autres villes du pays, les magasins juifs sont rapidement perçus comme des concurrents directs du commerce polonais. En 1936-1937, il y a plusieurs cas de vandalisme d'étals juifs et d'agressions contre des vendeurs en porte-à-porte.

### LaSeconde Guerre mondialeet la fin de la vie juive à Dęblin
Peu après le déclenchement de la Seconde Guerre mondiale, de nombreux Juifs cherchent refuge dans la synagogue face aux raids aériens. D'autres quittent leurs maisons et leurs domaines pour s'enfuir vers les villages voisins : Ryki, Puławy ou Żelechów.
Les troupes allemandes entrent dans Dęblin le 20 septembre 1939. Au cours des trois premières semaines qui suivent leur arrivée, de nombreux habitants, juifs et polonais, retournent dans la ville.
Peu après avoir pris le contrôle de la ville, les nazis ordonnent aux Juifs de se rassembler sur la place du marché, où le commandant allemand prononce un discours plein de menaces et de haine. Une contribution de 20 000 złotys est imposée à la communauté juive. Les Allemands commencent à arrêter les Juifs dans les rues et dans les maisons et à les envoyer aux travaux forcés. Ils sont principalement chargés de nettoyer la ville des décombres et d'enlever les carcasses des animaux tués lors des bombardements.
Au début de l'occupation nazie, à l'initiative de l'enseignante juive Ida Syterbaum, des classes privées sont créées pour les enfants juifs expulsés des écoles polonaises sur ordre des Allemands. Les enfants étudient initialement deux heures par jour en groupes de dix ou douze. Après la création du ghetto, les horaires vont être allongés jusqu'à huit heures par jour afin d'occuper les enfants, en leur enseignant un programme comprenant la plupart des matières étudiées dans les écoles primaires d’avant-guerre. L'école comptera jusqu'à une centaine d'élèves.
Au début de l'année 1940, les Juifs reçoivent l’ordre de porter des brassards avec l’étoile de David. Le premier Judenrat est bientôt formé à Dęblin. A cette époque, la plupart des Juifs continuent à vivre dans leur propre maison, à l'exception des familles aisées dont les biens ont été confisqués par l'occupant. Les Allemands s’emparent également de tous les locaux de la communauté juive, y compris la synagogue, le centre communautaire et le bâtiment administratif de la communauté. Au début des années 1940, le Judenrat envoie des groupes de 20 à 50 hommes aux travaux forcés. À l'été 1940, environ 400 Juifs sont contraints de travailler à la reconstruction de l'aéroport attenant à la ville. Un ghetto pour la population juive est constitué en novembre 1940; il n'est pas clôturé, mais les Juifs ne sont pas autorisés à quitter sa zone, à l'exception des travailleurs forcés. Au tournant des années 1941 et 1942, de nouvelles restrictions sont imposées à la population juive, notamment la saisie de toutes les fourrures et vêtements d'hiver. La vie dans le ghetto se détériore et le nombre de morts augmentent en raison d'épidémies de typhus et de dysenterie.
La vie dans le ghetto

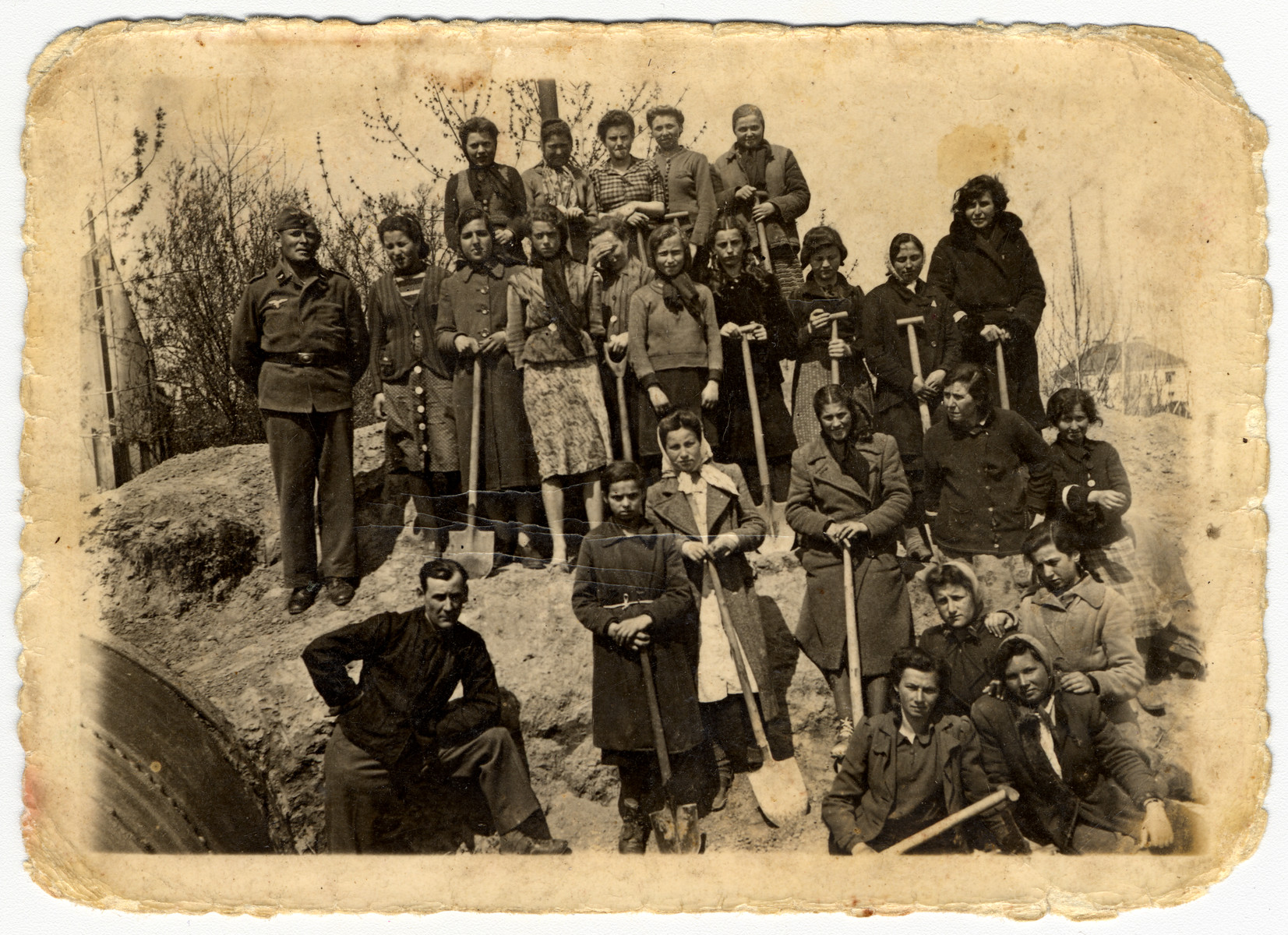
Un garde allemand pose devant des travailleuses forcées dans le ghetto
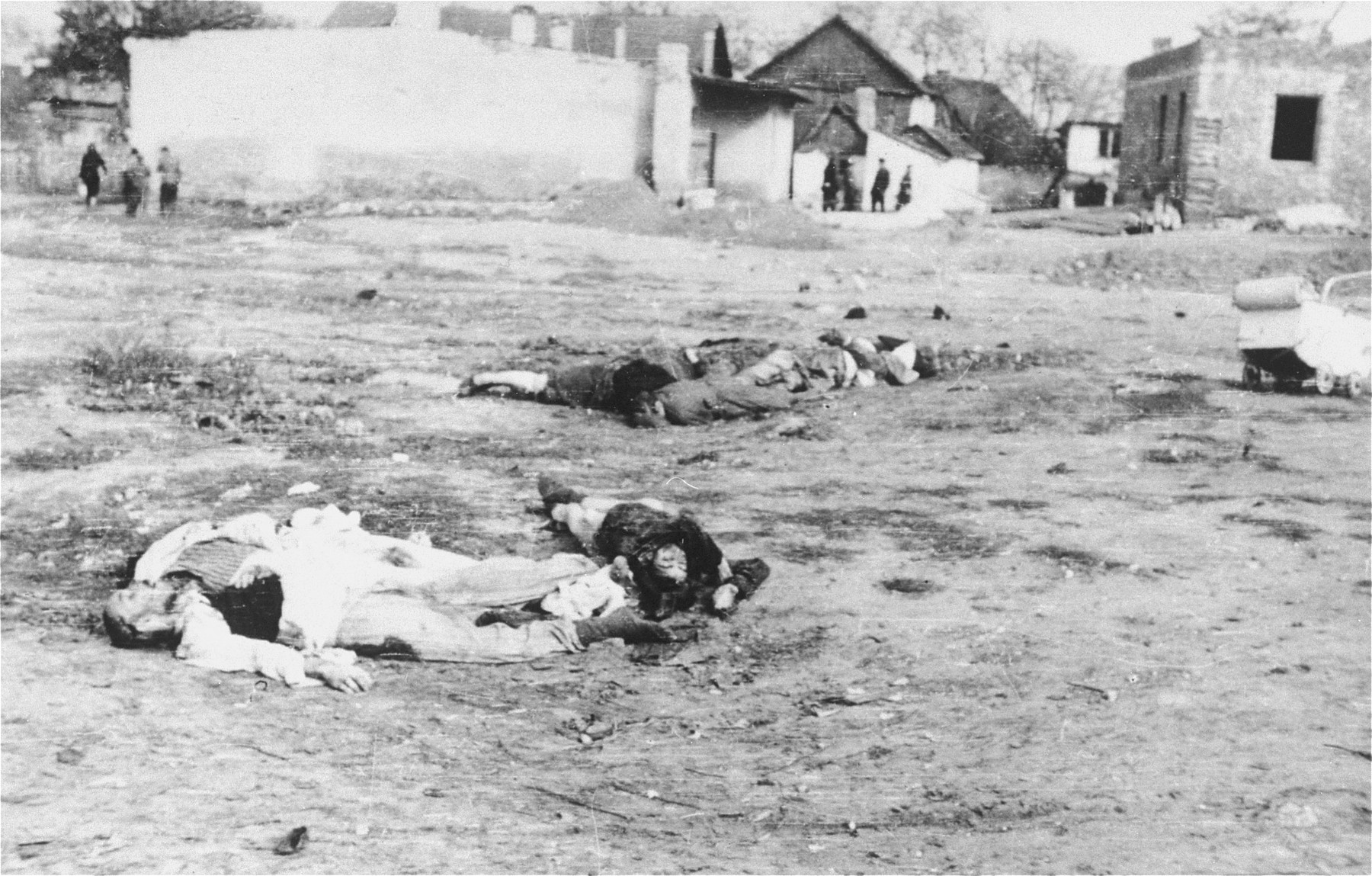
Des corps de Juifs gisent sur le sol du ghetto
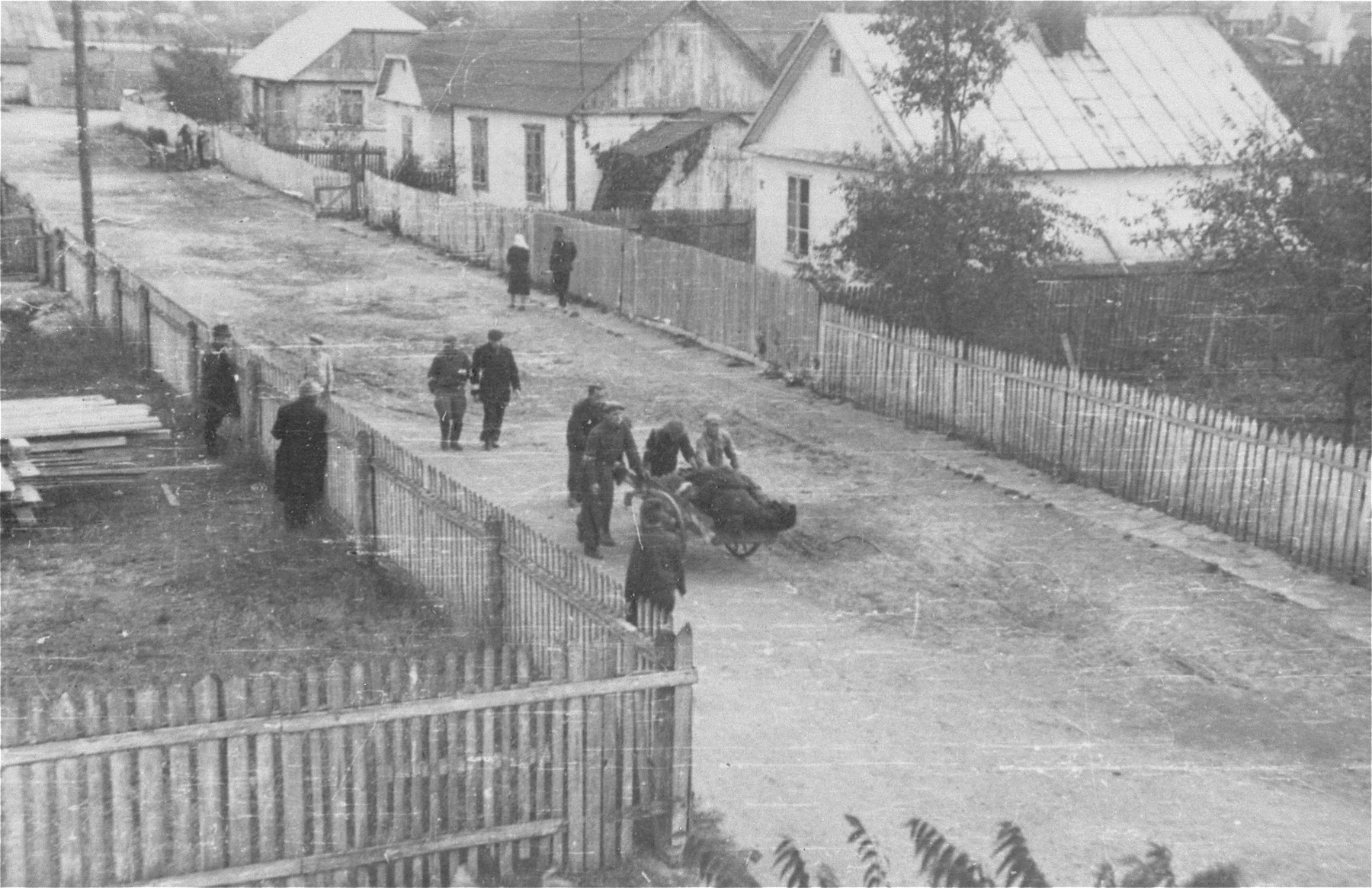
Des Juifs poussent une charrette remplie de corps
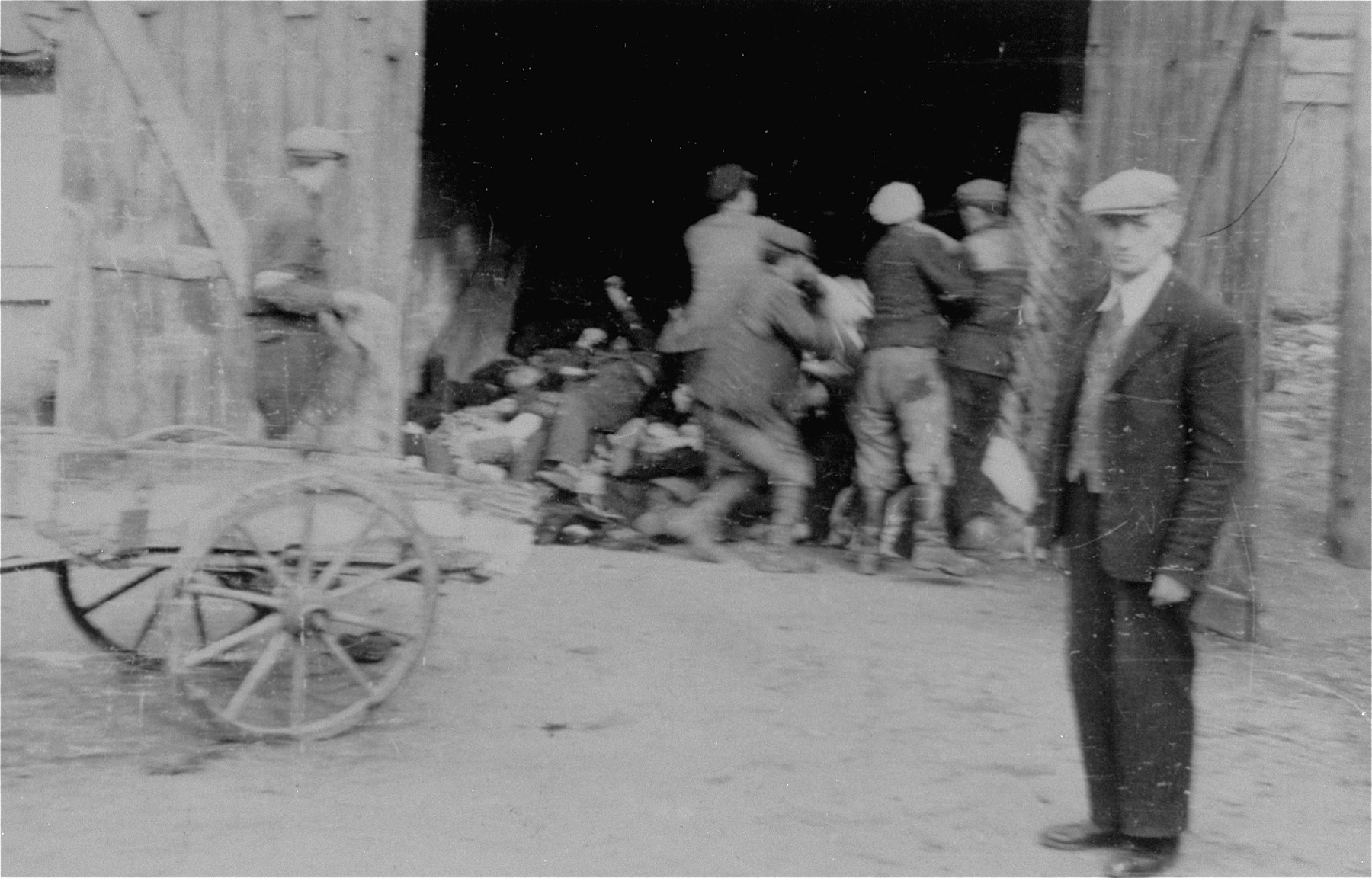
Un membre du Judenrat regarde le déchargement de corps d'une charrette et leur empilement dans une grange
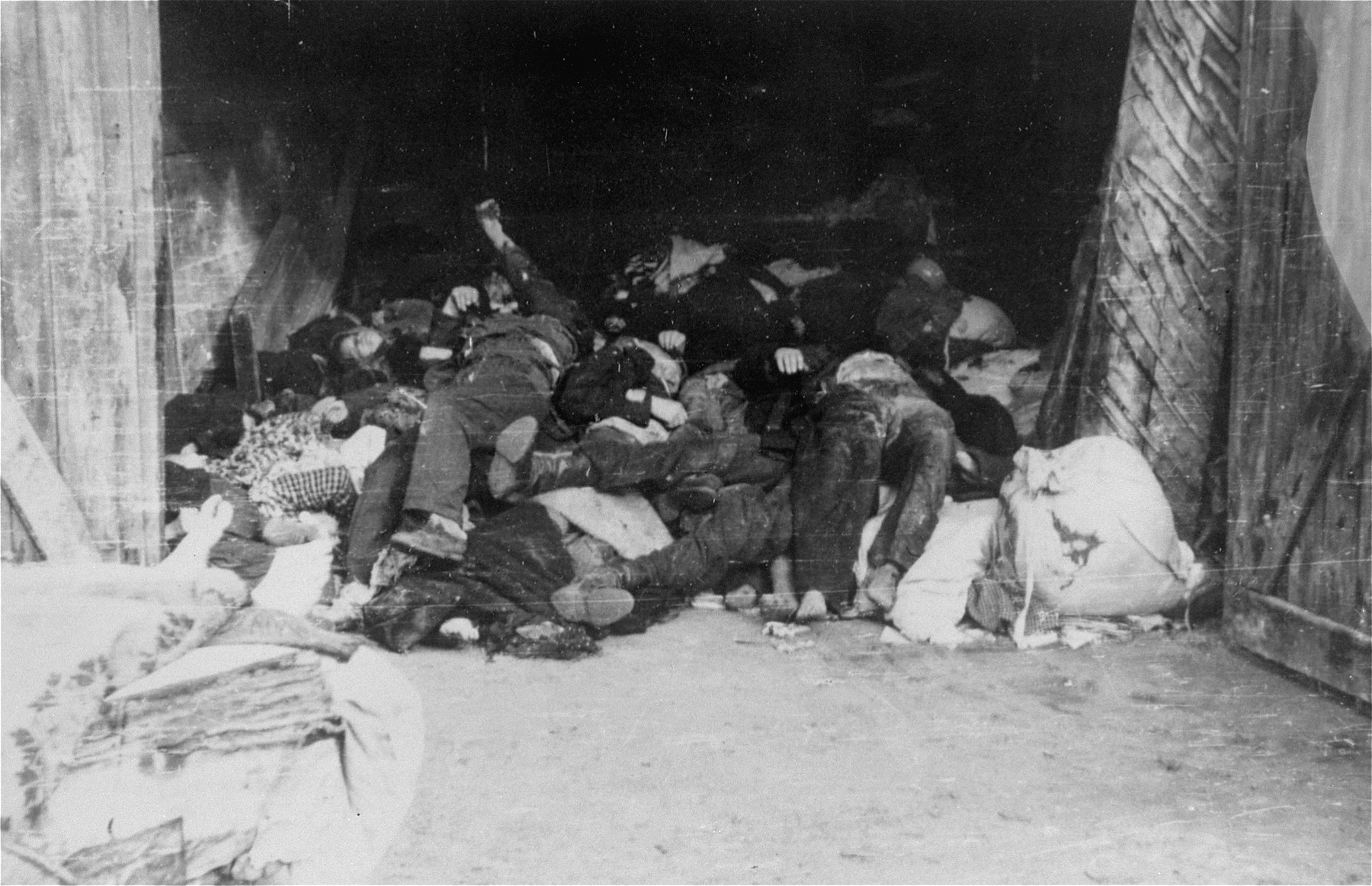
Des corps de Juifs sont empilés dans une grange du ghetto

Vers la fin de 1941 ou au début de 1942, le premier Judenrat est dissous. Ses membres sont arrêtés et déportés à Wąwolnica, où ils sont assassinés. Le deuxième Judenrat existe jusqu'au 6 mai 1942, date à laquelle la plupart des Juifs locaux sont transportés vers le camp d'extermination de Sobibór. Cette déportation est la première d'une série de déportations systématiques des Juifs du district de Lublin, dans le cadre de l'Aktion Reinhard. Elle est organisée par Alfred Brandt, l'administrateur du district, qui sera présent à Dęblin lors de la déportation,.
Le ghetto de Dęblin est ensuite utilisé par les Allemands pour emprisonner les Juifs déportés de Bobroniki, Stężyca, Ryki et de Slovaquie. Le ghetto est bientôt transformé en camp de travail. Ses prisonniers travaillent dans la ville et à l'aéroport voisin jusqu'à la liquidation du camp.
Le 15 octobre 1942, la gendarmerie allemande, des troupes SS et des auxiliaires ukrainiens, sous le commandement de l'Obersturmführer SS Grossman, commandant de la Sicherheitsdienst (SD) à Pulawy, arrivent pour procéder à la liquidation finale du ghetto de Deblin-Irena. Des centaines de Juifs, essentiellement des déportés de Prešov, qui étaient en train de défaire leurs affaires, sont assassinés sur place par les forces allemandes et ukrainiennes lors de perquisitions maison par maison. Près de 2 500 Juifs en provenance de Slovaquie sont envoyés au camp d'extermination de Treblinka. Il reste alors dans le ghetto environ 2 700 travailleurs juifs ainsi qu'une centaine de personnes, principalement des membres du Judenrat et de la police juive et leur famille, chargée du tri et de l'expédition des biens des déportés,.

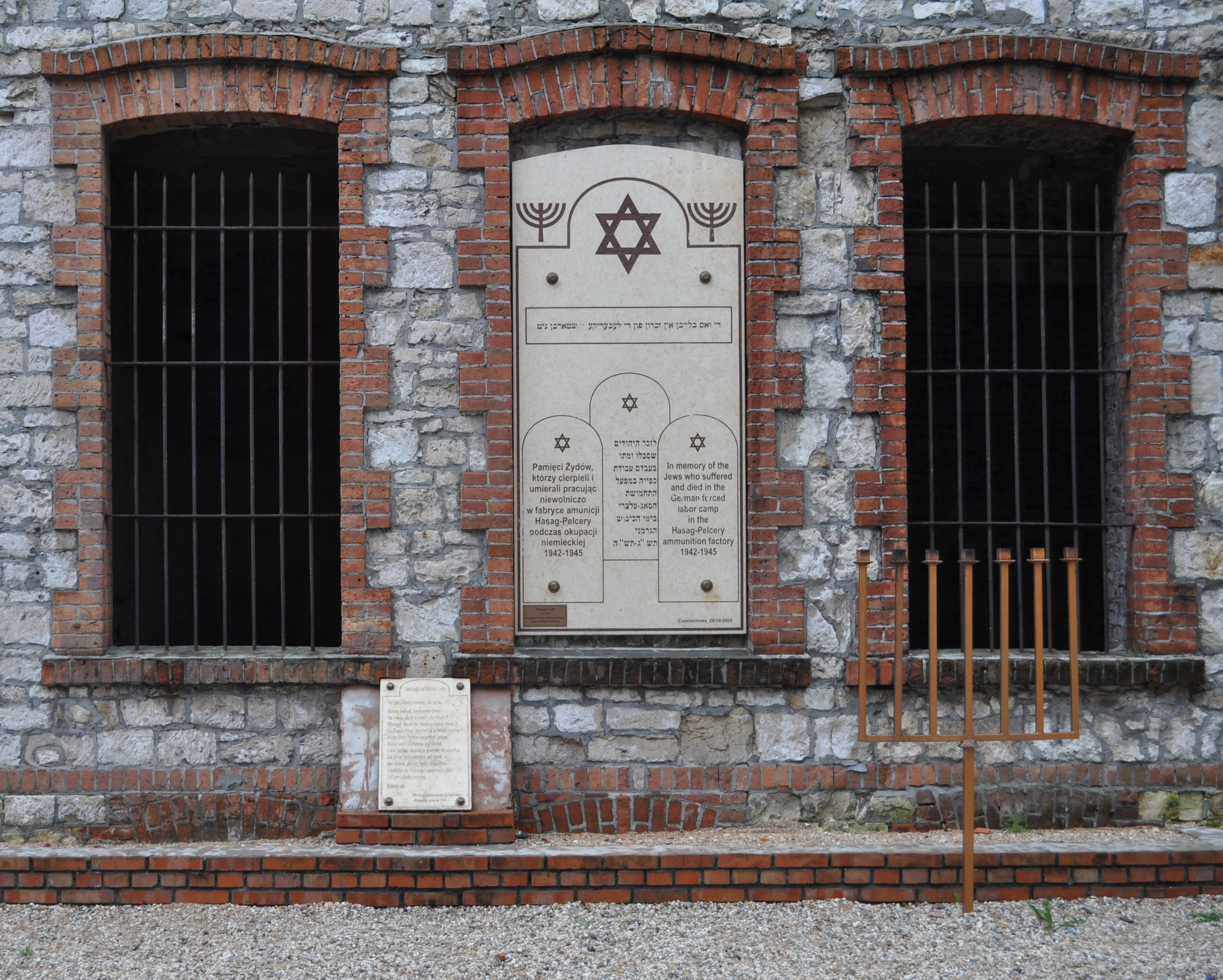
Plaque commémorative au camp HASAG de Częstochowa

Dans les années 1941-1942, les Allemands créent cinq camps de travail dans la ville et ses environs : deux à proximité de l'aéroport, un sur la route menant au village de Mierziączka, un près du terminal de fret de la gare et un situé rue Lipowa. Au total, les camps comptent environ 1 000 prisonniers. Le camp près de la gare fonctionne jusqu'en septembre 1943, lorsque les Allemands déplacent ses travailleurs forcés vers le camp de travail de Poniatowa, près de Lublin. Le camp de l'aéroport existe jusqu'au 22 juillet 1944. Ses prisonniers sont alors transférés, trois jours avant la libération de la ville, au camp de travail de Częstochowa, propriété de l'entreprise industrielle HASAG.

### Après le Seconde Guerre mondiale
La ville est libérée par l'Armée rouge aidée par la 1è armée polonaise, fondée en 1944 en Union soviétique, les 25 et 26 juillet 1944. En 1945, Alfred Brandt est reconnu coupable et condamné à mort pour ses crimes par un tribunal militaire soviétique près de Słupsk et fusillé par un peloton d'exécution.
Quelques Juifs survivants tentent de retourner à Dęblin en janvier 1945, mais sont refoulés par le chef de la Milicja Obywatelska locale, la police de la Pologne communiste,,. En mars 1945, des survivants de la Shoah, Łaja, Gitla et Fryda Luksemburg sont assassinées avec la complicité de la police locale. D'autres survivants reçoivent des menaces de mort. Á la suite du pogrom de Kielce en juillet 1946, une cérémonie se déroule à Dęblin pour commémorer les victimes. Des habitants interrompent la réunion avec des slogans antisémites.

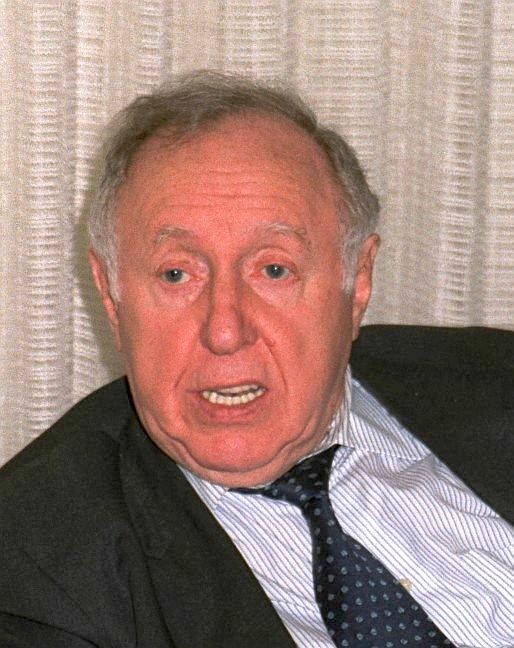
Ignatz Bubis

Á partir de 1947, plus aucun Juif n'habite à Dęblin. La synagogue de Dęblin, en très mauvais état, est démolie. En 2015, une plaque commémorative à la mémoire des Juifs de Dęblin assassinés pendant la Shoah est dévoilée sur le bâtiment de la bibliothèque municipale publique, rue Okólna, là où se trouvait le ghetto juif.
Il n'y a actuellement plus de Juifs à Dęblin.
Ignatz Bubis,un ancien prisonnier du ghetto de Dęblin, devient après la guerre, président du Conseil central des Juifs en Allemagne de 1992 jusqu'à sa mort en 1999.

## Évolution de la population juive
| Population juive à Dęblin-Irena |                            |                 |                      |
| Date                            | Population de Dęblin-Irena | Nombre de Juifs | Pourcentage de Juifs |
| 1884                            | 2 236                      | 2 031           | 90,8 %               |
| 1887                            | 2 309                      | -               | -                    |
| 1897                            | 3 405                      | 2 271           | 66,7 %               |
| 1921                            | 4 063                      | 2 702           | 66,5 %               |
| 1927                            | 4 860                      | 3 060           | 63,0 %               |
| mars 1941                       | -                          | 3 750           | -                    |
| 13 mai 1942                     | -                          | ~1 200          | -                    |
| 15 aout 1942                    | -                          | ~5 800          | -                    |

 .